# Gianluca Lapadula
Gianluca Lapadula Vargas (Turín, 7 de febrero de 1990) es un futbolista ítaloperuano que juega como delantero y su equipo actual es el Spezia Calcio de la Serie B de Italia. Es internacional con la selección de fútbol del Perú desde el 13 de noviembre de 2020. Anteriormente fue internacional con la selección de fútbol de Italia desde el 7 de noviembre de 2016 hasta el 15 de noviembre de 2017.
Fue formado en las divisiones menores de la Juventus. A los dieciocho años, pasó a jugar por los clubes Collegno, Treviso y Pro Vercelli y, posteriormente, firmó por el Parma de la Serie A. Sin encontrar oportunidades de juego, fue cedido al Atlético de Roma, Ravenna y San Marino; en este último anotó veinticuatro goles en una temporada, ocupando el primer lugar en la lista de goleadores. El equipo de la Serie B Cesena compró inmediatamente la mitad de su pase. Pero en Cesena y Frosinone, no pudo encontrar regularidad.
En el verano de 2013, se fue a Eslovenia y se unió al ND Gorica a préstamo. Regresó a Italia un año después para unirse a Teramo por la misma opción. Con este, ganó la distinción de máximo goleador de la Serie C. Luego, se unió al equipo de la Serie B Pescara, donde ganó la Bota de Oro de la Serie B, anotando treinta goles, y ayudó al equipo a ascender a la Serie A. Tras aquella campaña, y ya con 26 años, en el verano de 2016, Lapadula se unió al A.C. Milán vistiendo la dorsal 9 y campeonó en la Supercopa de Italia el mismo año. Tiempo después, fue cedido al Genoa de la Serie A, donde finalmente fue comprado por una cifra cercana a los once millones de euros. Posteriormente, tras varias lesiones, fue cedido al Lecce donde tuvo su mejor temporada goleadora en la Serie A, convirtiendo once goles. En 2020 fue fichado por el Benevento y fue goleador del equipo en la temporada 2021-22. En 2022-23 se unió al Cagliari de la Serie B al mando de Claudio Ranieri, con el que logró el ascenso; la temporada 2023-24 fue poco productiva para delantero, debido a una serie de operaciones en el rostro y el tobillo que lo mantuvieron relegado de los campos por varios meses.
Internacional con la selección de fútbol del Perú desde octubre de 2020. Es el quinto máximo goleador en actividad con 9 dianas en 33 partidos. Ha participado en la Copa América Brasil 2021, donde marcó tres goles y fue destacado por la Conmebol como el mejor jugador peruano de la competición.

## Biografía
Lapadula nació el 7 de febrero de 1990 en la ciudad de Turín.Fue el primero de dos hijos del matrimonio entre Gianfranco Lapadula, ciudadano italiano, y Blanca Aida Vargas Higinio, originaria de la ciudad peruana de Paramonga. Según el diario La Nación, Blanca Vargas emigró a Italia en 1988, escapando de la crisis económica del primer gobierno de Alan García y terminó afincándose en la ciudad de Turín.
En 1996, se unió a la academia juvenil de la Juventus y se desempeñó en las posiciones de portero y centrocampista.

## Trayectoria

### Primeros años (2007-2015)
Lapadula comenzó su carrera con la Juventus antes de ser liberado en 2004 porque no le iba bien en sus estudios. Después de eso, se trasladó al Collegno Paradiso, luego se fue cedido al Treviso en 2006. Regresó al Piamonte para unirse al Pro Vercelli de la Serie C2 el 31 de agosto de 2007. Jugó para el equipo de reservas. En la temporada 2008-09, se fue al Ivrea de la Lega Pro Segunda División (ex-Serie C2) y fue seleccionado para el equipo representativo de la 2.ª Div. A de la Lega Pro para el Torneo Cuadrangular de la Lega Pro, anotando un gol contra el equipo representativo de la 2.ª Div. C en el partido por el tercer puesto. Finalmente, el Grupo A terminó en tercer lugar.  
En agosto de 2009 fue fichado por el Parma y pasó una temporada con su equipo Primavera. En julio de 2010, se fue al Atlético Roma. Lapadula debutó con Atlético Roma el 8 de agosto de 2010, en la ronda preliminar de la Coppa Italia, que perdieron en tiempo extra (2-1). En enero de 2011, se fue al Ravenna. Concluyó la temporada 2011-12 como máximo goleador del Grupo A con 24 goles. 
El 15 de junio de 2012, Lapadula se unió al club de la Serie B Cesena en copropiedad, firmando un contrato de cinco años. Lapadula no logró jugar regularmente para Cesena, y el 8 de enero de 2013 fue fichado por Frosinone. En julio de 2013 se resolvió la copropiedad entre Cesena y Parma, y Lapadula regresó a Parma.
Lapadula fue cedido al club esloveno ND Gorica el 1 de julio, junto con Bright Addae, Daniele Bazzoffia, Uroš Celcer, Massimo Coda, Alex Cordaz, Sebestyén Ihrig-Farkas, Alen Jogan, Floriano Vanzo y Fabio Lebran. Los acuerdos se finalizaron el 12 de julio.
En julio de 2014 fue cedido al Teramo, donde anotó 21 goles y ayudó al club a lograr el ascenso a la Serie B, luego cancelado en agosto de 2015 por el juicio final de la Federación Italiana de Fútbol, debido a la manipulación de partidos por parte del presidente del Teramo, Luciano Campitelli, en la penúltima ronda de la liga en el partido contra Savona.

### Pescara
Tras la quiebra del Parma, Lapadula fue liberado en transferencia gratuita, y en julio de 2015 fue fichado por el Pescara en la Serie B con un contrato de cuatro años. En la temporada 2015-16 anotó 30 goles en 43 apariciones (incluidos tres goles en otras tantas apariciones en los playoffs), sin anotar ningún penalti, ganando el honor de máximo goleador en la segunda división italiana.

### AC Milan
El 24 de junio de 2016, Lapadula pasó su examen médico con el AC Milan, que supuestamente pagó al Pescara €9 millones más bonificaciones por la transferencia, mientras que el jugador firmó un contrato de cinco años. Su transferencia fue comparada con la de Gianni Comandini, quien también había sido fichado por el Milan como "número 9" en 2000, principalmente debido a su éxito goleador en la Serie B y sin ninguna experiencia previa en la Serie A. Debutó con el Milan el 27 de agosto de 2016, entrando como sustituto en el minuto 86 durante una derrota por 4-2 contra el Napoli en la Serie A. Anotó su primer gol para el Milan y en la Serie A el 6 de noviembre de 2016 en la victoria por 2-1 contra el Palermo, tres minutos después de entrar como sustituto de Carlos Bacca. El 26 de noviembre, Lapadula anotó su primer doblete en la Serie A en una victoria por 4-1 contra el Empoli. Terminó la temporada 2016-17 con 8 goles en 27 partidos, dos de los cuales fueron desde el punto de penalti.

### Genoa
El 18 de julio de 2017, Lapadula se trasladó al Genoa, en un préstamo de una temporada con la obligación de hacer el acuerdo permanente. La tarifa total de transferencia fue de €13 millones (€2 millones por el préstamo + €11 millones por la compra definitiva), lo que lo convirtió en el fichaje más caro de la historia del Genoa.

#### Préstamo a Lecce
El 12 de julio de 2019, fue cedido a los recién ascendidos a la Serie A, Lecce.

### Benevento
El 2 de septiembre de 2020, Lapadula se unió al Benevento desde el Genoa con un contrato de tres años, por una tarifa reportada de €4 millones.

### Cagliari
El 26 de julio de 2022, Lapadula se unió al Cagliari con un contrato de tres años.

### Spezia
El 31 de enero de 2025, Lapadula se unió al Spezia de la Serie B de Italia.

## Selección nacional

### Selección italiana
El 7 de noviembre de 2016, fue convocado a la selección de fútbol de Italia para un partido de clasificación para la Copa Mundial de Fútbol 2018 contra Liechtenstein y un partido amistoso contra Alemania, en sustitución del lesionado delantero del Nápoles Manolo Gabbiadini. Sin embargo, Lapadula no llegó a disputar un solo duelo de manera oficial con la selección. El 31 de mayo de 2017, anotó un triplete con la selección italiana en un amistoso contra San Marino. Al no haber debutado en partido oficial, podía seguir siendo convocado por otra selección.

### Selección peruana
Tras una excelente temporada con el Pescara y despertar la atención de diversos medios internacionales, en 2015, el entrenador de la selección de Perú en ese entonces, el argentino Ricardo Gareca, viajó a Europa para conversar con el jugador de cara a los partidos de las eliminatorias en marzo y la Copa América Centenario en junio de 2016. Tras la reunión, Lapadula dijo: «Tomé la decisión de esperar hasta junio para poder concentrarme en el campeonato de Serie B... Después estoy seguro de tener la serenidad justa para poder decidir». El 26 de octubre de 2020, se confirmó que había iniciado los trámites para la obtención del DNI. Con esto, podía obtener la nacionalidad peruana legalmente (a la que pudo acceder directamente al tener madre peruana) y así ser convocado para jugar con la selección de fútbol de Perú. El 30 de octubre de 2020, Ricardo Gareca lo convocó por primera vez para jugar los partidos contra Chile y Argentina de la Clasificación de Conmebol para la Copa Mundial de Fútbol 2022. Jugó su primer partido con la blanquirroja en la derrota de 2-0 ante Chile (entró al campo sustituyendo al delantero Raúl Ruidíaz tras 60 minutos de juego) y tres días después como titular frente a Argentina en Lima, perdiendo nuevamente por el marcador de 0-2. Luego, el 8 de junio del 2021, fue parte del combinado peruano que logró una importante victoria de 1-2 en condición de visitante contra Ecuador, siendo elegido la figura del partido por su rendimiento y sus dos asistencias.

#### Copa América 2021
El 27 de abril, el entrenador Ricardo Gareca presentó la lista preliminar de cincuenta convocados, entre ellos Lapadula. El 10 de junio de 2021 fue convocado por el entrenador Ricardo Gareca para disputar la Copa América 2021 realizada en Brasil. En el primer partido de la copa para Perú, fue llamado para ese partido donde Brasil superaría a la Blanquirroja con un contundente 4-0.
En el segundo partido por la fase de grupos, Lapadula fue titular cuando la selección peruana se enfrentó a Colombia, Peña se hizo presente con un gol en el minuto 17, anotando el primer gol de Perú en la victoria 2-1 de la selección peruana frente a Colombia, pero en el minuto 53, Miguel Ángel Borja gana una pelota en el área rival saliendo al encuentro con Pedro Gallese donde este le comete una falta y causa un penal convertido por el mismo. En el minuto 64, Christian Cueva saca un córner que, al entrar en área colombiana, choca con el hombro de Yerry Mina, metiendo un gol en propia portería y dándole la victoria al seleccionado peruano.
En la cuarta fecha se enfrenta a Ecuador quien fue protagonista y lo demostró con un marcador favorable de 2 a 0. En la segunda mitad, Perú descontó mediante Gianluca Lapadula, tras una jugada de Christian Cueva, define con un remate potente y rasante con su pierna izquierda y convierte el descuento para la selección, y antes de que Ecuador pudiese recuperarse, André Carrillo, tras un gran contragolpe peruano, anota el empate para Perú luego de una buena jugada de Lapadula. Con el 2-2 final, Perú se clasifica a la siguiente fase.
En la última fecha se enfrenta a Venezuela, que termina en resultado favorable para Perú, ya que André Carrillo daría el triunfo en el Mane Garrincha mediante un tiro de esquina de Yoshimar Yotún que chocaría la pelota en dos defensores venezolanos y Carrillo aprovechara esa oportunidad para definir con serenidad ante un Wuilker Fariñez vencido. El resultado final es 1-0, finalizando la fase de grupos como segunda del grupo B.
En el partido de cuartos de final contra Paraguay, el primer gol es anotado por Gustavo Gómez Portillo en el minuto 11, pero diez minutos después Carrillo mete la pelota al área y el mismo Gómez lo mete en propia puerta. En el minuto 40, Gianluca Lapadula anotaría el 2-1 momentáneo, terminando el primer tiempo Gómez sería expulsado por reclamación y falta contra Lapadula. Al inicio del segundo tiempo, Paraguay lo empató mediante Junior Alonso, pero en el minuto 80, Yoshimar Yotún anotaría el 3-2 para Perú. Sin embargo, Paraguay, por medio de Gabriel Ávalos, anotaría el empate en el minuto final. Perú ganaría en los penales 4-3, el penal definitivo lo anotaría Miguel Trauco.
En el partido de semifinales contra Brasil, el primer gol es anotado por Lucas Paquetá en el minuto 35 del primer tiempo tras una buena jugada de Neymar quien en sus pies llevaría el balón llevándose a 3 centrales y asistiéndole para el único gol del partido. Perú en el segundo tiempo tuvo más posesión del balón con juegos de Raziel García, pero no le alcanzó para un empate. Al final, la Canarinha fue el primer finalista de la Copa América 2021 venciéndole 1-0 a Perú en el Estadio Olímpico Nilton Santos.
En el partido por el tercer puesto, Lapadula fue titular donde Perú se enfrentó a Colombia, el primer gol es anotado por Yoshimar Yotún tras un «sombrerito» y pase largo de Sergio Peña a Christian Cueva el cual este asistiría para el único gol de la primera mitad. En el minuto 48 del segundo tiempo, Alexander Callens mete una falta contra Luis Díaz, el cual se da un tiro libre a favor de Colombia, concluyendo en gol de Juan Guillermo Cuadrado. Luego, en el minuto 66, Luis Díaz con mucha categoría define desde fuera del área para el 2-1 deColombia. Pero Gianluca Lapadula daría el empate en el minuto 82, y en el final nuevamente Lucho Díaz mete su gol definiendo el 3-2 para Colombia y su doblete en el partido. Finalmente, Perú obtuvo el cuarto lugar en la Copa América y Colombia el tercer lugar.

### Partidos con la selección absoluta
| \| PJ \| Fecha \| Ciudad \| Local \| Resultado \| Visitante \| Competición \| \| --- \| ---------- \| -------------------- \| ----------- \| --------- \| -------------------- \| ------------------------------------------ \| \| 1. \| 13-11-2020 \| Santiago \| Chile \| (2:0) \| Perú \| Eliminatorias Mundial de 2022 \| \| 2. \| 17-11-2020 \| Lima \| Perú \| (0:2) \| Argentina \| Eliminatorias Mundial de 2022 \| \| 3. \| 03-06-2021 \| Lima \| Perú \| (0:3) \| Colombia \| Eliminatorias Mundial de 2022 \| \| 4. \| 08-06-2021 \| Quito \| Ecuador \| (1:2) \| Perú \| Eliminatorias Mundial de 2022 \| \| 5. \| 17-06-2021 \| Río de Janeiro \| Brasil \| (4:0) \| Perú \| Copa América 2021 \| \| 6. \| 20-06-2021 \| Goiania \| Colombia \| (1:2) \| Perú \| Copa América 2021 \| \| 7. \| 23-06-2021 \| Goiania \| Ecuador \| (2:2) \| Perú \| Copa América 2021 \| \| 8. \| 27-06-2021 \| Brasilia \| Venezuela \| (0:1) \| Perú \| Copa América 2021 \| \| 9. \| 02-07-2021 \| Goiania \| Perú \| 3 (4:3) 3 \| Paraguay \| Copa América 2021 \| \| 10. \| 05-07-2021 \| Río de Janeiro \| Brasil \| (1:0) \| Perú \| Copa América 2021 \| \| 11. \| 09-07-2021 \| Brasilia \| Colombia \| (3:2) \| Perú \| Copa América 2021 \| \| 12. \| 05-09-2021 \| Lima \| Perú \| (1:0) \| Venezuela \| Eliminatorias Mundial de 2022 \| \| 13. \| 09-09-2021 \| Recife \| Brasil \| (2:0) \| Perú \| Eliminatorias Mundial de 2022 \| \| 14. \| 10-10-2021 \| La Paz \| Bolivia \| (1:0) \| Perú \| Eliminatorias Mundial de 2022 \| \| 15. \| 14-10-2021 \| Buenos Aires \| Argentina \| (1:0) \| Perú \| Eliminatorias Mundial de 2022 \| \| 16. \| 11-11-2021 \| Lima \| Perú \| (3:0) \| Bolivia \| Eliminatorias Mundial de 2022 \| \| 17. \| 16-11-2021 \| Caracas \| Venezuela \| (1:2) \| Perú \| Eliminatorias Mundial de 2022 \| \| 18. \| 28-01-2022 \| Barranquilla \| Colombia \| (0:1) \| Perú \| Eliminatorias Mundial de 2022 \| \| 19. \| 24-03-2022 \| Montevideo \| Uruguay \| (1:0) \| Perú \| Eliminatorias Mundial de 2022 \| \| 20. \| 29-03-2022 \| Lima \| Perú \| (2:0) \| Paraguay \| Eliminatorias Mundial de 2022 \| \| 21. \| 05-06-2022 \| Barcelona \| Perú \| (1:0) \| Nueva Zelanda \| Amistoso \| \| 22. \| 13-06-2022 \| Rayan \| Australia \| 0 (5:4) 0 \| Perú \| Repechaje Intercontinental Mundial de 2022 \| \| 23. \| 24-09-2022 \| Pasadena \| México \| (1:0) \| Perú \| Amistoso \| \| 24. \| 27-09-2022 \| Washington D. C. \| El Salvador \| (1:4) \| Perú \| Amistoso \| \| 25. \| 25-03-2023 \| Maguncia \| Alemania \| (2:0) \| Perú \| Amistoso \| \| 26. \| 28-03-2023 \| Madrid \| Marruecos \| (0:0) \| Perú \| Amistoso \| \| 27. \| 20-06-2023 \| Osaka \| Japón \| (4:1) \| Perú \| Amistoso \| \| 28. \| 16-11-2023 \| La Paz \| Bolivia \| (2:0) \| Perú \| Eliminatorias Mundial de 2026 \| \| 29. \| 21-11-2023 \| Lima \| Perú \| (1:1) \| Venezuela \| Eliminatorias Mundial de 2026 \| \| 30. \| 22-03-2024 \| Lima \| Perú \| (2:0) \| Nicaragua \| Amistoso \| \| 31. \| 26-03-2024 \| Lima \| Perú \| (4:1) \| República Dominicana \| Amistoso \| \| 32. \| 07-06-2024 \| Lima \| Perú \| (0:0) \| Paraguay \| Amistoso \| \| 33. \| 14-06-2024 \| Filadelfia \| El Salvador \| (0:1) \| Perú \| Amistoso \| \| 34. \| 21-06-2024 \| Arlington \| Perú \| (0:0) \| Chile \| Copa América 2024 \| \| 35. \| 25-06-2024 \| Kansas City (Kansas) \| Perú \| (0:1) \| Canadá \| Copa América 2024 \| \| 36. \| 29-06-2024 \| Miami Gardens \| Argentina \| (2:0) \| Perú \| Copa América 2024 \| \| 37. \| 06-09-2024 \| Lima \| Perú \| (1:1) \| Colombia \| Eliminatorias Mundial de 2026 \| \| 38. \| 10-09-2024 \| Quito \| Ecuador \| (1:0) \| Perú \| Eliminatorias Mundial de 2026 \| \| 39. \| 15-11-2024 \| Lima \| Perú \| (0:0) \| Chile \| Eliminatorias Mundial de 2026 \| \| 40. \| 19-11-2024 \| Buenos Aires \| Argentina \| (1:0) \| Perú \| Eliminatorias Mundial de 2026 \| |            |                      |             |           |                      |                                            |
| PJ | Fecha      | Ciudad               | Local       | Resultado | Visitante            | Competición                                |
| 1. | 13-11-2020 | Santiago             | Chile       | (2:0)     | Perú                 | Eliminatorias Mundial de 2022              |
| 2. | 17-11-2020 | Lima                 | Perú        | (0:2)     | Argentina            | Eliminatorias Mundial de 2022              |
| 3. | 03-06-2021 | Lima                 | Perú        | (0:3)     | Colombia             | Eliminatorias Mundial de 2022              |
| 4. | 08-06-2021 | Quito                | Ecuador     | (1:2)     | Perú                 | Eliminatorias Mundial de 2022              |
| 5. | 17-06-2021 | Río de Janeiro       | Brasil      | (4:0)     | Perú                 | Copa América 2021                          |
| 6. | 20-06-2021 | Goiania              | Colombia    | (1:2)     | Perú                 | Copa América 2021                          |
| 7. | 23-06-2021 | Goiania              | Ecuador     | (2:2)     | Perú                 | Copa América 2021                          |
| 8. | 27-06-2021 | Brasilia             | Venezuela   | (0:1)     | Perú                 | Copa América 2021                          |
| 9. | 02-07-2021 | Goiania              | Perú        | 3 (4:3) 3 | Paraguay             | Copa América 2021                          |
| 10. | 05-07-2021 | Río de Janeiro       | Brasil      | (1:0)     | Perú                 | Copa América 2021                          |
| 11. | 09-07-2021 | Brasilia             | Colombia    | (3:2)     | Perú                 | Copa América 2021                          |
| 12. | 05-09-2021 | Lima                 | Perú        | (1:0)     | Venezuela            | Eliminatorias Mundial de 2022              |
| 13. | 09-09-2021 | Recife               | Brasil      | (2:0)     | Perú                 | Eliminatorias Mundial de 2022              |
| 14. | 10-10-2021 | La Paz               | Bolivia     | (1:0)     | Perú                 | Eliminatorias Mundial de 2022              |
| 15. | 14-10-2021 | Buenos Aires         | Argentina   | (1:0)     | Perú                 | Eliminatorias Mundial de 2022              |
| 16. | 11-11-2021 | Lima                 | Perú        | (3:0)     | Bolivia              | Eliminatorias Mundial de 2022              |
| 17. | 16-11-2021 | Caracas              | Venezuela   | (1:2)     | Perú                 | Eliminatorias Mundial de 2022              |
| 18. | 28-01-2022 | Barranquilla         | Colombia    | (0:1)     | Perú                 | Eliminatorias Mundial de 2022              |
| 19. | 24-03-2022 | Montevideo           | Uruguay     | (1:0)     | Perú                 | Eliminatorias Mundial de 2022              |
| 20. | 29-03-2022 | Lima                 | Perú        | (2:0)     | Paraguay             | Eliminatorias Mundial de 2022              |
| 21. | 05-06-2022 | Barcelona            | Perú        | (1:0)     | Nueva Zelanda        | Amistoso                                   |
| 22. | 13-06-2022 | Rayan                | Australia   | 0 (5:4) 0 | Perú                 | Repechaje Intercontinental Mundial de 2022 |
| 23. | 24-09-2022 | Pasadena             | México      | (1:0)     | Perú                 | Amistoso                                   |
| 24. | 27-09-2022 | Washington D. C.     | El Salvador | (1:4)     | Perú                 | Amistoso                                   |
| 25. | 25-03-2023 | Maguncia             | Alemania    | (2:0)     | Perú                 | Amistoso                                   |
| 26. | 28-03-2023 | Madrid               | Marruecos   | (0:0)     | Perú                 | Amistoso                                   |
| 27. | 20-06-2023 | Osaka                | Japón       | (4:1)     | Perú                 | Amistoso                                   |
| 28. | 16-11-2023 | La Paz               | Bolivia     | (2:0)     | Perú                 | Eliminatorias Mundial de 2026              |
| 29. | 21-11-2023 | Lima                 | Perú        | (1:1)     | Venezuela            | Eliminatorias Mundial de 2026              |
| 30. | 22-03-2024 | Lima                 | Perú        | (2:0)     | Nicaragua            | Amistoso                                   |
| 31. | 26-03-2024 | Lima                 | Perú        | (4:1)     | República Dominicana | Amistoso                                   |
| 32. | 07-06-2024 | Lima                 | Perú        | (0:0)     | Paraguay             | Amistoso                                   |
| 33. | 14-06-2024 | Filadelfia           | El Salvador | (0:1)     | Perú                 | Amistoso                                   |
| 34. | 21-06-2024 | Arlington            | Perú        | (0:0)     | Chile                | Copa América 2024                          |
| 35. | 25-06-2024 | Kansas City (Kansas) | Perú        | (0:1)     | Canadá               | Copa América 2024                          |
| 36. | 29-06-2024 | Miami Gardens        | Argentina   | (2:0)     | Perú                 | Copa América 2024                          |
| 37. | 06-09-2024 | Lima                 | Perú        | (1:1)     | Colombia             | Eliminatorias Mundial de 2026              |
| 38. | 10-09-2024 | Quito                | Ecuador     | (1:0)     | Perú                 | Eliminatorias Mundial de 2026              |
| 39. | 15-11-2024 | Lima                 | Perú        | (0:0)     | Chile                | Eliminatorias Mundial de 2026              |
| 40. | 19-11-2024 | Buenos Aires         | Argentina   | (1:0)     | Perú                 | Eliminatorias Mundial de 2026              |

### Participaciones en Copas América
| Torneo            | Sede           | Resultado      | Partidos | Goles |
| ----------------- | -------------- | -------------- | -------- | ----- |
| Copa América 2021 | Brasil         | Cuarto Lugar   | 7        | 3     |
| Copa América 2024 | Estados Unidos | Fase de grupos | 3        | 0     |

### Participaciones en Eliminatorias a Copas del Mundo
| Eliminatorias                 | Sede            | Resultado    | Partidos | Goles | Asist. |
| ----------------------------- | --------------- | ------------ | -------- | ----- | ------ |
| Eliminatorias Mundial de 2022 | America del Sur | 5.º Lugar    | 13       | 3     | 2      |
| Eliminatorias Mundial de 2026 | America del Sur | Por disputar | 6        | 0     | 0      |
| Total                         | Total           | Total        | 19       | 3     | 2      |

### Goles internacionales
| # | Fecha                    | Lugar                                                     | Rival         | Gol   | Resultado | Competición                |
| - | ------------------------ | --------------------------------------------------------- | ------------- | ----- | --------- | -------------------------- |
| 1 | 23 de junio de 2021      | Estadio Olímpico Pedro Ludovico Teixeira, Goiânia, Brasil | Ecuador       | 2 - 1 | 2 - 2     | Copa América 2021          |
| 2 | 2 de julio de 2021       | Estadio Olímpico Pedro Ludovico Teixeira, Goiânia, Brasil | Paraguay      | 2 - 1 | 3 - 3     | Copa América 2021          |
| 3 | 9 de julio de 2021       | Estadio Mané Garrincha, Brasilia, Brasil                  | Colombia      | 2 - 2 | 3 - 2     | Copa América 2021          |
| 4 | 11 de noviembre de 2021  | Estadio Nacional, Lima, Perú                              | Bolivia       | 1 - 0 | 3 - 0     | Eliminatorias Mundial 2022 |
| 5 | 16 de noviembre de 2021  | Estadio Olímpico de la UCV, Caracas, Venezuela            | Venezuela     | 0 - 1 | 1 - 2     | Eliminatorias Mundial 2022 |
| 6 | 29 de marzo de 2022      | Estadio Nacional, Lima, Perú                              | Paraguay      | 1 - 0 | 2 - 0     | Eliminatorias Mundial 2022 |
| 7 | 5 de junio de 2022       | RCDE Stadium, Barcelona, España                           | Nueva Zelanda | 1 - 0 | 1 - 0     | Amistoso                   |
| 8 | 27 de septiembre de 2022 | Audi Field, Washington D. C., Estados Unidos              | El Salvador   | 1 - 2 | 1 - 4     | Amistoso                   |
| 9 | 22 de marzo de 2024      | Estadio Alejandro Villanueva, Lima, Perú                  | Nicaragua     | 2 - 0 | 2 - 0     | Amistoso                   |

## Estilo de juego
Delantero centro dinámico y físicamente fuerte, se define también como un segundo delantero que puede adaptarse a los roles de extremo derecho o izquierdo. Además de las características técnicas, a menudo es elogiado por demostrar un temperamento y competitividad fuera de lo común.

## Estadísticas
| F. C. Pro Vercelli 1892 · Italia | 4.ª           | 2007-08       | 4            | 0            | 0            | Inexistentes | Inexistentes | Inexistentes | 4   | 0   | 0  | 0    |  |  |  |
| A. S. D. Calcio Ivrea · Italia | 4.ª           | 2008-09       | 18           | 0            | 0            | Inexistentes | Inexistentes | Inexistentes | 18  | 0   | 0  | 0    |  |  |  |
| Parma Primavera · Italia | 2.ªB          | 2009-10       | 28           | 11           | 0            | 2            | 0            | 0            | 30  | 11  | 0  | 0.37 |  |  |  |
| Atlético Roma · Italia | 3.ª           | 2010-11       | Inexistentes | Inexistentes | Inexistentes | 1            | 0            | 0            | 1   | 0   | 0  | 0    |  |  |  |
| Ravenna F. C. · Italia | 3.ª           | 2010-11       | 7            | 1            | 0            | Inexistentes | Inexistentes | Inexistentes | 7   | 1   | 0  | 0.14 |  |  |  |
| San Marino Calcio San Marino | 1.ª           | 2011-12       | 35           | 24           | 0            | Inexistentes | Inexistentes | Inexistentes | 35  | 24  | 0  | 0.69 |  |  |  |
| Cesena F. C. · Italia | 2.ª           | 2012-13       | 9            | 0            | 2            | 2            | 1            | 0            | 11  | 1   | 2  | 0.09 |  |  |  |
| Frosinone Calcio · Italia | 3.ª           | 2012-13       | 6            | 0            | 0            | Inexistentes | Inexistentes | Inexistentes | 6   | 0   | 0  | 0    |  |  |  |
| ND Gorica Eslovenia | 1.ª           | 2013-14       | 28           | 11           | 3            | 4            | 3            | 0            | 32  | 14  | 3  | 0.44 |  |  |  |
| Teramo Calcio · Italia | 3.ª           | 2014-15       | 40           | 22           | 9            | 2            | 3            | 0            | 42  | 25  | 9  | 0.6  |  |  |  |
| Delfino Pescara 1936 · Italia | 2.ª           | 2015-16       | 44           | 30           | 12           | 2            | 0            | 0            | 46  | 30  | 12 | 0.65 |  |  |  |
| A. C. Milan · Italia | 1.ª           | 2016-17       | 27           | 8            | 3            | 2            | 0            | 0            | 29  | 8   | 3  | 0.28 |  |  |  |
| Genoa C. F. C. · Italia | 1.ª           | 2017-18       | 28           | 6            | 2            | 1            | 0            | 0            | 29  | 6   | 2  | 0.21 |  |  |  |
| Genoa C. F. C. · Italia | 1.ª           | 2018-19       | 8            | 1            | 0            | 2            | 1            | 0            | 10  | 2   | 0  | 0.11 |  |  |  |
| Genoa C. F. C. · Italia | Total club    | Total club    | 36           | 7            | 2            | 3            | 1            | 0            | 39  | 8   | 2  | 0.18 |  |  |  |
| U. S. Lecce · Italia | 1.ª           | 2019-20       | 25           | 11           | 0            | 2            | 2            | 0            | 27  | 13  | 0  | 0,48 |  |  |  |
| Benevento Calcio · Italia | 1.ª           | 2020-21       | 37           | 8            | 5            | Inexistentes | Inexistentes | Inexistentes | 37  | 8   | 5  | 0,21 |  |  |  |
| Benevento Calcio · Italia | 2.ª           | 2021-22       | 23           | 13           | 4            | 1            | 0            | 0            | 24  | 13  | 4  | 0,54 |  |  |  |
| Benevento Calcio · Italia | Total club    | Total club    | 60           | 21           | 9            | 1            | 0            | 0            | 61  | 21  | 9  | 0.34 |  |  |  |
| Cagliari Calcio · Italia | 2.ª           | 2022-23       | 40           | 25           | 5            | 2            | 1            | 0            | 42  | 26  | 5  | 0.62 |  |  |  |
| Cagliari Calcio · Italia | 1.ª           | 2023-24       | 23           | 3            | 1            | 1            | 1            | 0            | 24  | 4   | 1  | 0.17 |  |  |  |
| Cagliari Calcio · Italia | 1.ª           | 2024-25       | 7            | 0            | 0            | 2            | 1            | 0            | 9   | 1   | 0  | 0.15 |  |  |  |
| Cagliari Calcio · Italia | Total club    | Total club    | 70           | 28           | 6            | 5            | 3            | 0            | 75  | 31  | 6  | 0.42 |  |  |  |
| Spezia Calcio · Italia | 2.ª           | 2024-25       | 4            | 0            | 0            | 0            | 0            | 0            | 4   | 0   | 0  | 0.00 |  |  |  |
| Spezia Calcio · Italia | Total club    | Total club    | 4            | 0            | 0            | 0            | 0            | 0            | 4   | 0   | 0  | 0.00 |  |  |  |
| Total carrera | Total carrera | Total carrera | 434          | 170          | 46           | 24           | 14           | 0            | 458 | 182 | 46 | 0.4  |  |  |  |
| (1) Incluye datos de la.Torneo de Viareggio/Copa Italia; / Copa de Eslovenia/ Supercopa de Italia . (3) Media de goles por encuentro. No incluye goles en partidos amistosos. |               |               |              |              |              |              |              |              |     |     |    |      |  |  |  |

### Selecciones
- Actualizado el 27 de marzo de 2024.

| Selección                                                                           | Temporada     | Amistosos | Amistosos | Amistosos | Sudamérica1 | Sudamérica1 | Sudamérica1 | Total | Total | Total  | Total |
| Selección                                                                           | Temporada     | Part.     | Goles     | Asist.    | Part.       | Goles       | Asist.      | Part. | Goles | Asist. | Prom. |
| ----------------------------------------------------------------------------------- | ------------- | --------- | --------- | --------- | ----------- | ----------- | ----------- | ----- | ----- | ------ | ----- |
| Adulta · Italia                                                                     | 2017          | 1         | 3         | 0         | —           | —           | —           | 1     | 3     | 0      | 3     |
| Adulta · Italia                                                                     | Total         | 1         | 3         | 0         | 0           | 0           | 0           | 1     | 3     | 0      | 3     |
| Adulta · Perú                                                                       | 2020          | —         | —         | —         | 2           | 0           | 0           | 2     | 0     | 0      | 0     |
| Adulta · Perú                                                                       | 2021          | —         | —         | —         | 15          | 5           | 1           | 15    | 5     | 1      | 0.33  |
| Adulta · Perú                                                                       | 2022          | 3         | 2         | 0         | 4           | 1           | 2           | 7     | 3     | 2      | 0.43  |
| Adulta · Perú                                                                       | 2023          | 2         | 0         | 0         | 2           | 0           | 0           | 4     | 0     | 0      | 0     |
| Adulta · Perú                                                                       | 2024          | 2         | 1         | 0         | 0           | 0           | 0           | 2     | 1     | 0      | 0.5   |
| Adulta · Perú                                                                       | Total         | 7         | 3         | 0         | 23          | 6           | 3           | 30    | 9     | 3      | 0.27  |
| Total carrera                                                                       | Total carrera | 8         | 6         | 0         | 23          | 6           | 3           | 31    | 12    | 3      | 0.36  |
| (1) Incluye los partidos del Copa América/Clasificatorias Sudamericanas (2020-Act.) |               |           |           |           |             |             |             |       |       |        |       |

### Tripletes
| 1 | 1 de mayo de 2010        | Estadio Ennio Tardini, Parma       | Parma Primavera - Cagliari Primavera |  | 7-0 | Torneo Primavera (Calcio) 2009-10 |
| 2 | 11 de diciembre de 2011  | Stadio Renzo Tizian, San Bonifacio | AC Sambonifacese - San Marino        |  | 1-4 | Segunda División 2011-12          |
| 3 | 31 de mayo de 2017       | Estadio Carlo Castellani, Empoli   | Italia - San Marino                  |  | 8-0 | Amistoso                          |
| 4 | 21 de septiembre de 2021 | Estadio Ciro Vigorito, Benevento   | Benevento - Cittadella               |  | 4-1 | Serie B 2021-22                   |

## Palmarés

### Títulos nacionales
| Título              | Club        | País      | Año  |
| ------------------- | ----------- | --------- | ---- |
| Copa de Eslovenia   | ND Gorica   | Eslovenia | 2013 |
| Supercopa de Italia | A. C. Milan | Italia    | 2016 |

### Distinciones individuales
| Distinción                                                                                     | Año       |
| ---------------------------------------------------------------------------------------------- | --------- |
| Máximo goleador de la Lega Pro Seconda Divisione (24 goles)                                    | 2011      |
| Máximo goleador de la Serie C (22 goles)                                                       | 2014-2015 |
| Máximo goleador de la Serie B (30 goles)                                                       | 2015-2016 |
| Futbolista del año en la Serie B                                                               | 2015-2016 |
| Incluido durante la Gran Galà del Calcio en el XI ideal de la Serie B                          | 2015-2016 |
| Jugador del partido entre Ecuador y Perú por la Copa América                                   | 2021      |
| Jugador del partido entre Perú y Paraguay por cuartos de final de la Copa América              | 2021      |
| Mejor jugador peruano de la Copa América 2021, según la Conmebol                               | 2021      |
| Máximo goleador peruano de la Copa América 2021 (3 goles)                                      | 2021      |
| Once ideal de la fecha 12 de las clasificatorias sudamericanas a Catar 2022, según la Conmebol | 2021      |
| Incluido en el XI ideal de la primera mitad de la Serie B 2021-22                              | 2022      |
| Máximo goleador del mes de marzo 2023 de Serie B de Italia                                     | 2023      |
| Máximo goleador de la Serie B (21 goles)                                                       | 2022-2023 |
| Futbolista del año en la Serie B                                                               | 2022-2023 |